# دیپلم ردی
دیپلم ردی یا شکست دوازدهم (انگلیسی: 12th Fail) فیلم درام زندگی‌نامه‌ای هندی‌زبان ساخت هند محصول ۲۰۲۳ به کارگردانی، تهیه‌کنندگی و نویسندگی ویدهو وینود چوپرا است. این فیلم بر پایهٔ کتاب غیرداستانی به همین نام چاپ سال ۲۰۱۹ دربارهٔ مانوج کومار شارما است که بر فقر شدید غلبه کرد و افسر سرویس پلیس هند شد. ویکرانت مسی نقش اصلی شارما را بازی می‌کند و در کنارش مدها شانکار، آنانت وی جوشی، آنشومان پوشکار و پریانشو چاترجی حضور دارند.
دیپلم ردی که در ۲۷ اکتبر ۲۰۲۳ در سینما اکران شد، مورد تحسین منتقدان قرار گرفت و به‌تدریج به موفقیت تجاری رسید و بیش از ۶۶٫۵۸ کرور روپیه (۸٫۳ میلیون دلار) در سراسر جهان به دست آورد، در حالی که بودجهٔ آن ۲۰ کرور روپیه (۲٫۵ میلیون دلار آمریکا) بود. این فیلم در شصت و نهمین جوایز فیلم‌فیر برندهٔ پنج جایزه شامل بهترین فیلم، بهترین کارگردانی و بهترین بازیگر (منتقدان) (مسی) شد.
همچنین در ۲۸ سپتامبر ۲۰۲۴ این فیلم در جشنواره سینمایی جوایز آکادمی بین‌المللی فیلم هند در ۷ رشته نامزد دریافت جایزه شد که در سه رشته بهترین فیلم، بهترین داستان (اقتباسی) و بهترین فیلمنامه برنده شد. 